# Naturligt reservoir
 Ikke at forveksle med Reservoir.
I omtalen af infektionssygdomme er et naturligt reservoir  også kendt som et sygdomsreservoir  eller et infektionsreservoir .
Et naturligt reservoir kan være en population af organismer eller et specifikt miljø, hvor et infektiøst patogen lever og formerer sig naturligt, eller som patogenet primært afhænger af for dens overlevelse. Et reservoir er normalt en levende vært af en bestemt art, såsom et dyr, hvori patogenet overlever - ofte, men ikke altid, uden at forårsage sygdom. Ifølge nogle definitioner kan et naturligt reservoir også være et fysisk miljø, såsom forurenet luft eller vand. Reservoirkonceptet gælder kun for patogener, der er i stand til at inficere mere end én værtspopulation og et reservoir kan omfatte en eller flere forskellige arter. En sygdom, der overføres til mennesker fra et naturligt reservoir, betegnes som en zoonose.

## Identifikation af naturlige reservoirer
På grund af den enorme variation af infektiøse mikroorganismer, der er i stand til at forårsage sygdom, bakterier, virus og parasitter, er der utallige naturlige reservoirer.
Identifikation af de naturlige reservoirer for infektiøse patogener har vist sig nyttig til forebyggelse af store sygdomsudbrud hos mennesker og husdyr, især de sygdomme, for hvilke der ikke findes nogen vaccine. I princippet kan en zoonotisk sygdom bekæmpes ved at isolere eller ødelægge patogenets naturlige reservoir. Masseudslagning af dyr, der er bekræftet eller mistænkt som reservoirer for menneskelige patogener, har været effektiv til at begrænse mulige epidemier i mange dele af verden som f.eks.
- høns og kalkuner, der huser fugleinfluenza
- køer og rensdyr, der udvikler prioner, jf. skrantesyge

Jævnfør også nedslagtningen af mink (se minksagen) af fare for at den danske minkbestand skulle blive et naturligt reservoir for coronavirus.
For andre patogener, såsom ebolavirus, forbliver identiteten af det formodede naturlige reservoir uklart.
Oftest vil det dog være umuligt at kontrollere et naturlig reservoir, jf. flagermus som reservoir for coronavirus.

## Raske sygdomsbærere
Asymptomatiske bærere af sygdomme, dvs. raske sygdomsbærere, specielt de såkaldte “superspredere” kan være ufrivillige spredere af sygdomme.